# Хемфрис, Фредерик
Фредерик Харкнесс Хемфрис (англ. Frederick Harkness Humphreys; 28 января 1878, Лондон — 10 августа 1954, Лондон) — британский полицейский, борец и перетягиватель каната, чемпион и серебряный призёр летних Олимпийских игр.
Хемфрис в составе команды полицейских лондонского Сити стал двукратным олимпийским чемпионом, выиграв турниры 1908 года в Лондоне и 1920 года в Антверпене. Также, на Играх 1912 он стал серебряным призёром, проиграв в единственном матче сборной Швеции.
Помимо этого, Хемфрис на Олимпиаде 1908 участвовал в соревнованиях по борьбе, однако и в греко-римской в весовой категории свыше 93,0 кг, и в вольной в весе свыше 73,0 кг он доходил до четвертьфиналов.